# David P. Barash
David P. Barash (* 1946) ist ein US-amerikanischer Psychologe.
Er studierte Biologie an der Binghamton University und promovierte 1970 an der University of Wisconsin–Madison im Fach Zoologie. Er lehrt als Professor für Psychologie an der University of Washington in Seattle. Sein Forschungsschwerpunkt ist die Soziobiologie sowie die Evolutionäre Psychologie, wobei er psychologische Erkenntnisse über Aggression auch für die Friedensforschung auswertet. Er verfasste zahlreiche Bücher, davon mehrere gemeinsam mit seiner Ehefrau, der Psychiaterin Judith Eve Lipton.

## Werke (Auswahl)
- Sociobiology and behavior, 1977 (ISBN 0-435-62046-0), deutsche Übersetzung: Soziobiologie und Verhalten, 1980 (ISBN 3-489-60736-8)
- The whisperings within, 1979 (ISBN 0-06-010341-8), deutsche Übersetzung: Das Flüstern in uns. Menschliches Verhalten im Lichte der Soziologie, 1981 (ISBN 3-10-004005-8)
- (mit Judith Eve Lipton): Stop nuclear war! A handbook, 1982
- The hare and the tortoise. Culture, biology, and human nature, 1986 (ISBN 0-670-81025-8)
- Marmots. Social behavior and ecology, 1989 (ISBN 0-8047-1534-3)
- Introduction to peace studies, 1991 (ISBN 0-534-13668-0)
- (mit Judith Eve Lipton): Making sense of sex : how genes and gender influence our relationships, 1997 (ISBN 1-55963-452-9)
- Ideas of human nature. From the Bhagavad Gita to sociobiology, 1998 (ISBN 0-13-647587-6)
- (mit Judith Eve Lipton): The myth of monogamy. Fidelity and infidelity in animals and people, 2001 (ISBN 0-7167-4004-4)
- How Women Got Their Curves and Other Just-So Stories, 2009, deutsche Übersetzung: Wie die Frauen zu ihren Kurven kamen : Die rätselhafte Evolutionsbiologie des Weiblichen, erscheint 2010 (ISBN 978-3-8274-2461-7)